# Постовалова
Постовалова — деревня в Юргамышском районе Курганской области. Входит в состав Кислянского сельсовета.

## География
Расположена на реке Окунёвка, в 0,5 км к востоку от центра сельского поселения села Кислянское.

## Население
| 1989 | 2002 | 2010 |
| ---- | ---- | ---- |
| 142  | ↗195 | ↘180 |

Национальный состав
Согласно результатам Всероссийской переписи населения 2002 года, в национальной структуре населения русские составляли 95 %.